# Djong Yun
Yun Djong, conosciuta in Occidente come Djong Yun (윤정?; ...), è un soprano sudcoreano.
Figlia del compositore sudcoreano Isang Yun, è nota per aver collaborato negli anni settanta con il gruppo di krautrock tedesco Popol Vuh, con cui cantò in 6 album.

## Carriera

### Cantante
In giovane età studiò canto in Germania,, dove il padre aveva proseguito gli studi e iniziato l'attività di compositore e dove gli era stato in seguito riconosciuto lo status di rifugiato politico. Nel 1972, all'età di 22 anni, Djong Yun entrò a far parte dei Popol Vuh, contribuendo in modo determinante al nuovo sound basato sulla musica acustica adottato dal gruppo, che fino ad allora era stato tra i pionieri della nuova musica elettronica tedesca. La sua voce da soprano è stata definita angelica e celestiale dalla critica.
Lasciò il gruppo nel 1976 e continuò a esibirsi fino al 1979, anno in cui fu ospite nell'album Die Nacht Der Seele dei Popol Vuh. Giustificò il proprio ritiro dichiarando di sentirsi condizionata dalla fama del padre, che nel frattempo era diventato celebre come compositore, insegnante e dissidente. L'unica pubblicazione attribuita alla Yun è un raro singolo del 1972, inserito come bonus track in alcune edizioni dell'album Hosianna Mantra dei Popol Vuh.

### Altre attività
Negli anni che seguirono il suo addio alle scene, rimase nell'ambiente in veste di collaboratrice alla produzione discografica. Dopo un periodo negli Stati Uniti, all'inizio degli anni 2000 fece ritorno in Corea del Sud e si stabilì a Tongyeong, la città di origine del padre. Continuò a coltivare la passione per la musica e nel 2002 contribuì a fondare il Festival internazionale musicale di Tongyeong, un importante evento di musica contemporanea dedicato al padre Isang Yun. Fu nominata direttrice della Isang Yun Peace Foundation, organizzazione fondata nel 2005 in memoria del padre in Corea del Sud con filiali in Germania e in Corea del Nord. Nel 2018 fece trasferire vicino a casa le spoglie del padre, che era morto in Germania e non aveva mai potuto realizzare il proprio desiderio di tornare in Corea. A partire dal 2012 si dedicò alla pittura e nel 2025, all'età di 75 anni, tenne la sua prima mostra personale.

## Discografia

### Singolo da solista
- 1972 Du sollst lieben / Ave Maria (United Artists Records)

### Album con i Popol Vuh
- 1972 - Hosianna Mantra (Pilz)
- 1974 - Einsjäger und Siebenjäger (Kosmische Musik)
- 1975 - Das Hohelied Salomos (United Artists)
- 1975 - Aguirre (Cosmic Music),  (PDU)
- 1976 - Letzte Tage, Letzte Nächte (United Artists)
- 1979 - Die Nacht der Seele (Brain Metronome), (PDU)